# Paweł Osiewała
Paweł Osiewała (ur. 9 sierpnia 1966 w Sieradzu) – polski urzędnik samorządowy, od 2014 prezydent Sieradza.

## Życiorys
Absolwent Wojskowej Akademii Medycznej w Łodzi, studiował również zarządzanie w jednostkach samorządu terytorialnego na Uniwersytecie Łódzkim. Pracował jako urzędnik samorządowy, w latach 2003–2010 był prezesem Zakładu Ochrony Mienia w Sieradzu, a od 2010 do 2014 dyrektorem ds. handlowych w tej jednostce. Zasiadał we władzach Regionalnej Izby Gospodarczej w Sieradzu, był także wspólnikiem spółki prawa handlowego.
W 2006 bez powodzenia kandydował do rady miasta z ramienia komitetu Barbary Mrozowskiej-Nieradko. Mandat radnego uzyskał na okres kolejnej kadencji, wykonując go w latach 2010–2014. W wyborach w 2014 wystartował z ramienia komitetu Solidarne Miasto Sieradz na urząd prezydenta Sieradza, otrzymując w drugiej turze 52,5% głosów i pokonując tym samym dotychczas zajmującego to stanowisko Jacka Walczaka. W 2018, ponownie startując z komitetu SMS (uzyskując ponadto poparcie Prawa i Sprawiedliwości), z powodzeniem ubiegał się o reelekcję, uzyskując w pierwszej turze 73,1% głosów. W 2023 nawiązał współpracę ze środowiskiem Bezpartyjnych Samorządowców.
24 marca 2019 w Sieradzu na parkingu galerii handlowej kierując samochodem spowodował kolizję, w następstwie której obrażenia odniosła 79-letnia kobieta. Następnie odjechał z miejsca zdarzenia, pozostawiając poszkodowaną leżącą na bruku. W udzielonym później wywiadzie dla telewizji stwierdził, że kobiety nie dostrzegł. Policja zakwalifikowała zdarzenie jako wykroczenie, argumentując że obrażenia staruszki nie miały wpływu na stan jej zdrowia w okresie dłuższym niż siedem dni. W związku ze zdarzeniem prezydent Sieradza został ukarany mandatem w wysokości 300 zł. 5 marca 2020 Sąd Rejonowy w Sieradzu uznał w tej sprawie Pawła Osiewałę za winnego nieumyślnego potrącenia kobiety i skazał na karę ośmiu miesięcy więzienia w zawieszeniu na 2 lata oraz trzyletni zakaz prowadzenia pojazdów mechanicznych. Sprawca musi też zapłacić pokrzywdzonej 10 tys. zł i pokryć koszty sądowe. Od tego wyroku odwołała się Prokuratura Rejonowa w Sieradzu, jednak jesienią tegoż roku Sąd Okręgowy podtrzymał wyrok pierwszej instancji. W lipcu 2021 uzyskał sądową zgodę na skrócenie zakazu prowadzenia pojazdów. 

## Odznaczenia
W 2019 został odznaczony Brązowym Krzyżem Zasługi.